# Lucrezia Reichlin
Lucrezia Reichlin (nacida el 14 de agosto de 1954) es una economista italiana. 

## Biografía
Lucrezia Reichlin nació en 1954, es hija de Alfredo Reichlin, exdiputado del Partido Comunista Italiano y del Partido Democrático de la Izquierda, y de Luciana Castellina, fundadora de Il manifesto y también diputada; su hermano Pietro Reichlin es un economista muy conocido. 
Después de completar la escuela secundaria en el Liceo Tasso en Roma, se graduó en economía en la Universidad de Módena y Reggio Emilia en 1980, y luego obtuvo un doctorado en la Universidad de Nueva York en 1986. 
Desde 1994 es profesora de economía en la Universidad Libre de Bruselas. 
Desde 2005 hasta 2008, fue directora general de Investigación en el Banco Central Europeo en Fráncfort, durante la presidencia de Jean-Claude Trichet, uno de los doce directores generales del BCE. 
Desde 2008 es profesora de economía en la London Business School.
Es miembro del consejo de administración de Unicredit y presidenta del consejo de supervisión del grupo y de la editorial Messaggerie Italiane Spa
. 
Desde 2014, ha escrito columnas mensuales para la organización internacional de medios Project Syndicate.

## Honores
En 2013, Reichlin fue elegido miembro de la Academia Británica (FBA), la academia nacional del Reino Unido para las humanidades y las ciencias sociales. En 2016, recibió el Premio Birgit Grodal.